# Жеремі Берто
Жеремі Берто (фр. Jérémy Berthod, нар. 24 квітня 1984, Тассен-ла-Демі-Люн) — французький футболіст, що грав на позиції захисника.
Виступав, зокрема, за клуби «Ліон» та «Осер», а також молодіжну збірну Франції.
Чотириразовий чемпіон Франції. Триразовий володар Суперкубка Франції.

## Клубна кар'єра
У дорослому футболі дебютував 2000 року виступами за команду «Ліон», у якій провів сім сезонів, взявши участь у 74 матчах чемпіонату. 
Протягом 2007—2008 років захищав кольори клубу «Монако».
Своєю грою за останню команду привернув увагу представників тренерського штабу клубу «Осер», до складу якого приєднався 2008 року. Відіграв за команду з Осера наступні чотири сезони своєї ігрової кар'єри.
Завершив ігрову кар'єру у команді «Сарпсборг 08», за яку виступав протягом 2013—2014 років.

## Виступи за збірні
У 1999 році дебютував у складі юнацької збірної Франції (U-16), загалом на юнацькому рівні взяв участь у 36 іграх, відзначившись 3 забитими голами.
Протягом 2003–2007 років залучався до складу молодіжної збірної Франції. На молодіжному рівні зіграв у 8 офіційних матчах.

## Статистика виступів

### Статистика клубних виступів
| Сезон                    | Клуб                     | Чемпіонат                | Чемпіонат | Чемпіонат | Національний кубок | Національний кубок | Національний кубок | Континентальні кубки | Континентальні кубки | Континентальні кубки | Суперкубки | Суперкубки | Суперкубки | Усього | Усього |
| Сезон                    | Клуб                     | Ліга                     | Ігор      | Голів     | Ліга               | Ігор               | Голів              | Ліга                 | Ігор                 | Голів                | Ліга       | Ігор       | Голів      | Ігор   | Голів  |
| ------------------------ | ------------------------ | ------------------------ | --------- | --------- | ------------------ | ------------------ | ------------------ | -------------------- | -------------------- | -------------------- | ---------- | ---------- | ---------- | ------ | ------ |
| 2000–01                  | «Ліон»                   | Д1                       | 0         | 0         | КФ+КЛ              | 0                  | 0                  | ЛЧ                   | 0                    | 0                    | -          | -          | -          | 0      | 0      |
| 2001–02                  | «Ліон»                   | Д1                       | 0         | 0         | КФ+КЛ              | 0                  | 0                  | ЛЧ+КУЄФА             | 0                    | 0                    | -          | -          | -          | 0      | 0      |
| 2002–03                  | «Ліон»                   | Л1                       | 0         | 0         | КФ+КЛ              | 0                  | 0                  | ЛЧ+КУЄФА             | 0                    | 0                    | СФ         | -          | -          | 0      | 0      |
| 2003–04                  | «Ліон»                   | Л1                       | 26        | 0         | КФ+КЛ              | 0+1                | 0                  | ЛЧ                   | 10                   | 0                    | СФ         | -          | -          | 37     | 0      |
| 2004–05                  | «Ліон»                   | Л1                       | 22        | 0         | КФ+КЛ              | 0+1                | 0                  | ЛЧ                   | 9                    | 0                    | СФ         | 1          | 0          | 33     | 0      |
| 2005–06                  | «Ліон»                   | Л1                       | 16        | 1         | КФ+КЛ              | 0+1                | 0                  | ЛЧ                   | 2                    | 0                    | СФ         | 1          | 0          | 20     | 1      |
| 2006–07                  | «Ліон»                   | Л1                       | 10        | 0         | КФ+КЛ              | 0                  | 0                  | ЛЧ                   | 1                    | 0                    | СФ         | 1          | 0          | 12     | 0      |
| Усього за «Ліон»         | Усього за «Ліон»         | Усього за «Ліон»         | 74        | 1         |                    | 3                  | 0                  |                      | 22                   | 0                    |            | 3          | 0          | 102    | 1      |
| 2007–08                  | «Монако»                 | Л1                       | 2         | 0         | КФ+КЛ              | 1+0                | 0                  | -                    | -                    | -                    | -          | -          | -          | 13     | 0      |
| 2008–09                  | «Осер»                   | Л1                       | 8         | 1         | КФ+КЛ              | 0                  | 0                  | -                    | -                    | -                    | -          | -          | -          | 8      | 1      |
| 2009–10                  | «Осер»                   | Л1                       | 19        | 0         | КФ+КЛ              | 2+0                | 0                  | -                    | -                    | -                    | -          | -          | -          | 21     | 0      |
| 2010–11                  | «Осер»                   | Л1                       | 17        | 0         | КФ+КЛ              | 1+3                | 0                  | ЛЧ                   | 1                    | 0                    | -          | -          | -          | 22     | 0      |
| 2011–12                  | «Осер»                   | Л1                       | 15        | 0         | КФ+КЛ              | 2+1                | 0                  | -                    | -                    | -                    | -          | -          | -          | 18     | 0      |
| Усього за «Осер»         | Усього за «Осер»         | Усього за «Осер»         | 59        | 1         |                    | 9                  | 0                  |                      | 1                    | 0                    |            | -          | -          | 69     | 1      |
| 2013                     | «Сарпсборг 08»           | ЕС                       | 22        | 3         | КН                 | 0                  | 0                  | -                    | -                    | -                    | -          | -          | -          | 22     | 3      |
| 2014                     | «Сарпсборг 08»           | ЕС                       | 16        | 1         | КН                 | 3                  | 0                  | -                    | -                    | -                    | -          | -          | -          | 19     | 1      |
| Усього за «Сарпсборг 08» | Усього за «Сарпсборг 08» | Усього за «Сарпсборг 08» | 38        | 4         |                    | 3                  | 0                  |                      | -                    | -                    |            | -          | -          | 41     | 4      |
| Усього за кар'єру        | Усього за кар'єру        | Усього за кар'єру        | 183       | 6         |                    | 16                 | 0                  |                      | 23                   | 0                    |            | 3          | 0          | 225    | 6      |

## Титули і досягнення
- Чемпіон Франції (4):

«Ліон»: 2003-2004, 2004-2005, 2005-2006, 2006-2007
- Володар Суперкубка Франції (3):

«Ліон»: 2004, 2005, 2006